# 希腊语历史
希腊语是一种印欧语系语言，是希腊语族唯一幸存下来的后裔。它大约在公元前2000年左右从其他印欧语中分离出来，最早的文本出现在青铜时代，是为迈锡尼希腊语。在古风时期和古典希腊时期，希腊语使用者用各种方言写了大量的著作，用语统称为古希腊语。在希腊化时代，这些方言经历了语言均一化，形成了通用希腊语，是罗马帝国东部地区的通用语，后来演变为中古希腊语。那之后的现代希腊语，大多数时候都处于一种双层语言的状态，说话者会视场合在非正式的通俗希腊语和正式的纯正希腊语之间切换。现代标准希腊语很大程度上是通俗希腊语的后代，并保留了纯正希腊语的一些特征。

## 原始希腊语
原始希腊语是所有希腊方言的最晚共同祖先。原始希腊语大约在公元前2000年之前从其最近的印欧语亲属中分离出来，不过尚不清楚这分化是否发生在希腊半岛。

## 迈锡尼希腊语
用于书写希腊语最早的文字是线形文字B，用于古迈锡尼希腊语方言。线形文字B直到1953年才被破译。迈锡尼文明经历了青铜时代崩溃，之后有约五百年没有使用任何文字，或者说这五百多年没有任何文字记载留存到今天。从古典时代初期开始，希腊语就一直是用希腊字母书写的。

## 古希腊语方言

古典时代希腊语方言的分布

远古和古典时期，希腊语有3种主要方言：伊欧里斯方言、爱奥尼亚方言和多利亚方言，分别对应3支主要的希腊人部落：伊欧里斯人（爱琴海群岛以及小亚细亚西海岸士麦那以北部分）、爱奥尼亚人（小亚细亚西海岸士麦那及以南部分）和多利亚人（伯罗奔尼撒半岛沿海地区，如斯巴达、克里特和小亚细亚西岸最南端）。荷马的《伊利亚特》和《奥德赛》是用更书面、文学的爱奥尼亚方言写成的，因此爱奥尼亚方言成为了古希腊主要的文学语言，直到公元前5世纪末雅典的崛起。多利亚方言是希腊抒情诗的标准用语，品达和悲剧家所作的合唱颂歌即用这种方言。

### 阿提卡（雅典）希腊语
阿提卡希腊语是爱奥尼亚方言的一个次方言，几个世纪以来一直是雅典的语言。大多数现存古典时代希腊文学作品都是用阿提卡方言写的，包括柏拉图和亚里士多德。

## 通用希腊语

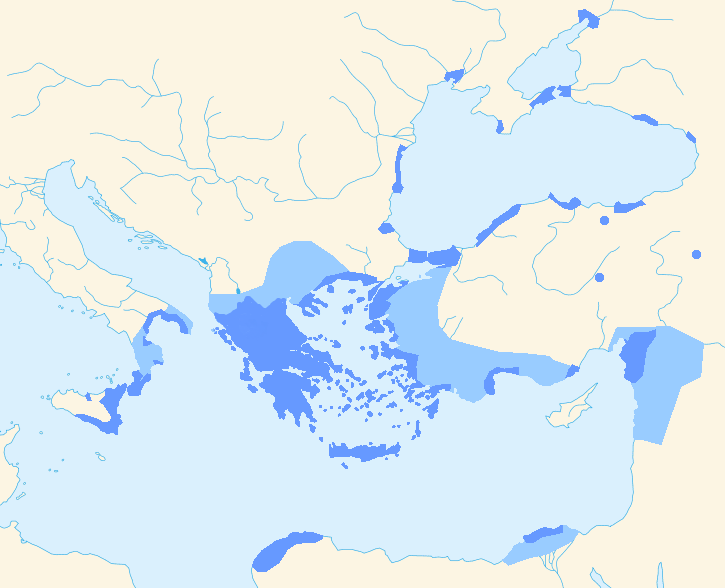
通用希腊语语区：
希腊人可能占多数的地区。
剧烈希腊化的地区，有大量讲希腊语的少数民族。

几个世纪以来，希腊语一直存在着多种方言。随着希腊文化在亚历山大大帝（356–323 BC）及其继承者治下，从小亚细亚传播到埃及和印度的边境地区，阿提卡方言成为了所谓通用希腊语的基础。这种语言在整个帝国内得到推广，使希腊语成为了一种世界性语言。亚历山大之后的希腊化时代（323-31 BC），希腊语接着蓬勃发展，出现了希伯来圣经的希腊语译本——七十士译本。
许多世纪以来，希腊语都是罗马帝国东半部的通用语。正是在罗马时期，出现了通用希腊语新约，而通用希腊语也因而被称作“新约希腊语”。

## 中世纪希腊语

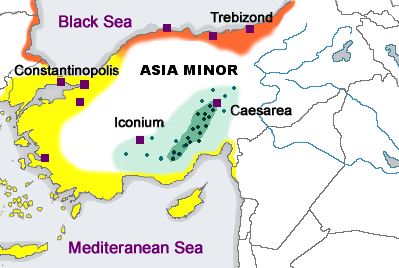
拜占庭帝国灭亡后小亚细亚的希腊语方言分布。通俗希腊语为黄色，旁狄希腊语为橙色，卡帕多西亚希腊语为绿色。

中世纪希腊语，或拜占庭希腊语，是介于约600年中世纪开始和1453年君士坦丁堡的陷落之间的希腊语。后一个日期一般也标志着东南欧中世纪的结束。经过希拉克略的改革，自620年代开始，希腊语成为了拜占庭帝国行政的唯一语言。对中世纪希腊语言文学的研究是拜占庭学的重要分支之一。
中世纪希腊语的起源可以追溯到330年，罗马帝国政治中心移动到君士坦丁堡；或395年，罗马帝国分裂。但这种分法太过武断，几乎没有考虑文化和语言发展本身的因素。只有在7世纪东罗马-拜占庭文化发生大规模转变之后，才可以假设语言发展的转折点。中世纪希腊语是连接希腊语古今形式的纽带，一方面它的文学仍受古希腊语的强烈影响，另一方面，现代希腊语的许多特征已在口语中形成了。

## 现代希腊语

现代主要希腊语方言区的分布

希腊语的“现代”阶段一般被象征性地归纳在1453年拜占庭帝国的灭亡，尽管现代希腊语的特征是在4至15世纪的漫长时间段里陆续出现的。在这一时期的大部分时间里，这种语言都处于一种双层语言的状态，区域性的口语方言和古老的书面语并存。
在1829年希腊语建立独立国家后，纯正希腊语（Καθαρεύουσα）被设为希腊的官方语言，是全国唯一可接受的希腊语形式。整个改革引发了一场语言争端，同时产生了一些文学派别：Dhimotikistés（Δημοτικιστές）（“白话派”），支持通俗希腊语方言；以及Lóyii（Λόγιοι）或Katharevusyáni（Καθαρευουσιάνοι）（“国语派”），支持纯正希腊语。到那时为止，国家事务中都不提倡使用通俗希腊语方言，国家讲话和文书工作一般都禁止通俗希腊语方言。
1974年军政府的倒台和1974至1976年政权变动时代的结束，使通俗希腊语方言被接受为希腊政府使用的语言形式。
今日，标准现代希腊语基于通俗希腊语，是希腊和塞浦路斯的官方语言。今天约有1200–1500万人使用希腊语，主要分布在希腊和塞浦路斯，也有许多其他国家的少数民族和移民社区使用。